# Ptilocolepus granulatus
Ptilocolepus granulatus är en nattsländeart som först beskrevs av Francois Jules Pictet de la Rive 1834.  Ptilocolepus granulatus ingår i släktet Ptilocolepus och familjen smånattsländor. Inga underarter finns listade i Catalogue of Life.